# Nesti (cognome)
Nesti è un cognome di lingua italiana.

## Varianti
Il cognome non presenta varianti.

## Origine e diffusione
Il cognome è tipicamente toscano.
Potrebbe costituire un ipocoristico di cognomi quali Onesti ed Ernesti.

## Persone
- Alice Nesti (1989) – nuotatrice italiana
- Andrea Nesti (1937-2017) – calciatore italiano, di ruolo difensore
- Carlo Nesti (1955) – giornalista, telecronista sportivo, scrittore e dirigente sportivo italiano